# Omniscient Reader's Viewpoint
Omniscient Reader's Viewpoint, або Omniscient Reader (кор.: хангиль: 전지적 독자 시점, ханча: 全知的讀者時點, НЛ: Jeonjijeog Dogja Sijeom, досл. укр. «Точка зору всезнаючого читача» або «Всезнаючий читач») — південнокорейський веб-роман, написаний Сін Шоном. Публікація розпочалася 6 січня 2018 року на платформі Munpia та завершилася 2 лютого 2020 року. У 2020 році Naver Webtoon опублікував вебтун-адаптацію, яка створена Redice Studio для корейської версії та Line Webtoon для англійської версії. Анонсовано аніме-адаптацію.

## Сюжет
Кім Докча — офісний працівник, який прочитав роман «Три способи вижити в зруйнованому світі». Світ роману раптово стає реальністю, і Докча стає єдиною людиною, яка знає, чим закінчиться світ. Озброївшись цим знанням, Докча вирішив змінити хід історії та світ книги, яким він його знає.

## Персонажі
Кім Докча
Кім Докча (кор.: хангиль: 김독자, ханча: 金獨子, НЛ: Kim Dok-ja) — головний герой серіалу. Він звичайний офісний працівник, який любить читати, його улюблений веб-роман — «Три способи вижити в зруйнованому світі». Однак його життя різко змінюється, коли події роману починають розгортатися в реальному житті, і він єдиний, хто усвідомлює, як настане кінець світу. Маючи це знання, Докча використовує своє розуміння історії, щоб змінити її хід і, як наслідок, змінити світ, яким він його знає. Група союзників і компаньйонів, яку він збирає, відома як Компанія Кіма Докчі.
Ю Джунхьок
Ю Джунхьок (кор.: хангиль: 유중혁, ханча: 劉衆赫, НЛ: Yu Jung-hyeok) — головний герой і один із найсильніших персонажів оригінального веб-роману «Три способи вижити в зруйнованому світі». Хоча він спочатку не довіряє Кіму Докчі, та їм часто важко зрозуміти один одного, вони зближуються, і його називають «супутником життя і смерті» Кіма Докчі.
Хан Суйон
Хан Суйон (кор.: хангиль: 한수영, ханча: 韓秀英, НЛ: Han Su-yeong) — головна героїня і авторка веб-роману «SSSSS-Grade Infinite Regressor», який Кім Докча звинуватив у плагіаті «Трьох способів вижити в зруйнованому світі». Після Кім Докча вона — людина, яка має найбільше знань про розвиток «Трьох способів вижити в зруйнованому світі». Хоча вона спочатку була проти Кіма Докчі та його союзників, пізніше вона стала ключовою частиною Компанії Кіма Докчі.
Ю Сана
Ю Сана (кор.: хангиль: 유상아, ханча: 劉尚雅, НЛ: Yu Sang-a) — колега Кіма Докчі, яку він вважає ідеальною героїнею. Вона їде в метро з Кімом, коли події роману починають розгортатися, і вона стає потужною фігурою, незважаючи на те, що не з'являється в оригінальному романі і не знає про нього нічого.

## Медіа

### Вебтун
Вебтун-адаптація, проілюстрована Sleepy-C, була запущена на Naver 26 травня 2020 року. Перші два томи були випущені A.Tempo Media 22 грудня 2020 року. Cтаном на березень 2023 року вийшло дев'ять томів

#### Список томів
| № | Дата виходу       | ISBN                   |
| - | ----------------- | ---------------------- |
| 1 | 22 грудня 2020    | ISBN 979-1-16-428401-6 |
| 2 | 22 грудня 2020    | ISBN 979-1-16-428402-3 |
| 3 | 21 липня 2021     | ISBN 979-1-16-428543-3 |
| 4 | 15 лютого 2022    | ISBN 979-1-16-428704-8 |
| 5 | 8 червня 2022     | ISBN 979-1-16-428784-0 |
| 6 | 10 серпня 2022    | ISBN 979-1-16-428998-1 |
| 7 | 7 вересня 2022    | ISBN 979-1-16-428884-7 |
| 8 | 18 листопада 2022 | ISBN 979-1-16-428960-8 |
| 9 | 10 березня 2023   | ISBN 979-1-16-963079-5 |

### Фільм
18 вересня 2019 року компанія Munpia оголосила про підписання контракту з компанією Realize Pictures на адаптацію твору до п’яти повнометражних фільмів. У травні 2023 року було підтверджено, що Ан Хьо Соп і Лі Мін Хо були підтверджені як виконавці головних ролей.
24 січня 2024 року було офіційно підтверджено кастинг фільму, а саме: Кім Джі Су в ролі Лі Джіх'є, Чхе Су Бін в ролі Ю Сани, Нана в ролі Джун Хівон, Шин Син Хо в ролі Лі Хьонсона, Пак Хо-сан у ролі Гон Пільду та Чхве Йон Джун у ролі Хан Мьоно. Кім Бьон У є режисером, а Вон Дон Юн — продюсером.
Продюсер також запевнив, що «фільм уже досяг половини шляху і вже на шляху до свого кінцевого пункту призначення». Крім того, було виявлено, що кастинг Хан Суйона буде оголошено після виходу фільму в прокат у 2025 році.

### Аніме
На виставці Anime Expo 2024 року компанія Crunchyroll анонсувала адаптацію у вигляді аніме-серіалу.